# Барбара Людвіжанка
Барбара Людвіжанка (пол. Barbara Ludwiżanka; 1908—1990) — польська актриса.

## Біографія
Барбара Людвіжанка народилася в Станіславі (Івано-Франківську) 24 січня 1908 року. Актор Владислав Ханьча був чоловіком акторки. У Познанській консерваторії отримала акторську освіту, закінчила драматичну школу в 1924 році. Дебют в театрі відбувся в 1922, в кіно в 1928 р. Барбара виступала у театрах Познаня, Кракова, Лодзя та Варшави. Грала у виставах «театру телебачення» в 1958—1986 рр. 26 жовтня 1990 року у Варшаві Барбара Людвіжанка померла, похована на варшавському кладовищі Старі Повонзки.

## Фільмографія
- 1928 — Мільйонний спадкоємець / Milionowy spadkobierca
- 1930 — Зоряна ескадра / Gwiaździsta eskadra
- 1963 — Час пунцової троянди / Godzina pąsowej róży
- 1963 — Костюм майже новий / Ubranie prawie nowe
- 1966 — Квартирант / Sublokator
- 1967 — Матримоніальний довідник / Poradnik matrymonialny
- 1967 — Божевільна ніч / Zwariowana noc
- 1968 — Хрестини / Keresztelö (Угорщина)
- 1970 — Дятел / Dzięcioł
- 1971 — Неспокійний постоялець / Kłopotliwy gość
- 1972 — 150 км на годину / 150 na godzinę
- 1975 — Ночі і дні / Noce i dnie
- 1979 — Вишні / Wiśnie / Die Weichselkirschen (Польща, ФРН)
- 1984 — Секс-місія / Seksmisja

## Нагороди
- 1955 — Золотий Хрест Заслуги.
- 1965 — Офіцерський хрест Ордена Відродження Польщі.
- 1977 — Командорський хрест Ордена Відродження Польщі.
- 1985 — Нагорода Міністра культури і мистецтва ПНР 1-го ступеня.